# Saint-Léon-sur-l'Isle

Saint-Léon-sur-l'Isle este o comună în departamentul Dordogne din sud-vestul Franței. În 2009 avea o populație de 2.013 de locuitori.

## Evoluția populației
| An        | 1975  | 1982  | 1990  | 1999  | 2006  | 2009  |
| --------- | ----- | ----- | ----- | ----- | ----- | ----- |
| Populație | 1.708 | 1.872 | 1.934 | 1.877 | 1.930 | 2.013 |